# Gore Obsessed
A Gore Obsessed az amerikai Cannibal Corpse nyolcadik lemeze, mely 2002-ben jelent meg. A producer ezúttal Neil Kernon volt. A lemezre egy Metallica feldolgozást is rögzítettek.

## Számlista
1. "Savage Butchery" (Jack Owen, Alex Webster) – 1:50
2. "Hatchet to the Head" (Paul Mazurkiewicz, Pat O’Brien) – 3:34
3. "Pit of Zombies" (Webster) – 3:58
4. "Dormant Bodies Bursting" (Mazurkiewicz, Owen) – 2:00
5. "Compelled to Lacerate" (Webster) – 3:29
6. "Drowning in Viscera" (Mazurkiewicz, O’Brien) – 3:36
7. "Hung and Bled" (Webster) – 4:13
8. "Sanded Faceless" (Mazurkiewicz, O’Brien) – 3:51
9. "Mutation of the Cadaver" (Webster) – 3:09
10. "When Death Replaces Life" (Mazurkiewicz, Owen) – 4:59
11. "Grotesque" (Webster) – 3:42
12. "No Remorse" (Metallica feldolgozás a limitált verzión)

## Zenészek
- George „Corpsegrinder” Fisher – ének
- Jack Owen – gitár
- Pat O’Brien – gitár
- Alex Webster – basszusgitár
- Paul Mazurkiewicz – dob

## Helyezések
- Billboard Top Independent Albums: #11

## Fordítás
Ez a szócikk részben vagy egészben  a   Gore Obsessed című angol Wikipédia-szócikk fordításán alapul.  Az eredeti cikk szerkesztőit annak laptörténete sorolja fel. Ez a jelzés csupán a megfogalmazás eredetét és a szerzői jogokat jelzi, nem szolgál a cikkben szereplő információk forrásmegjelöléseként.

## Külső hivatkozások
- Cannibal Corpse hivatalos honlapja